# Circuspiste

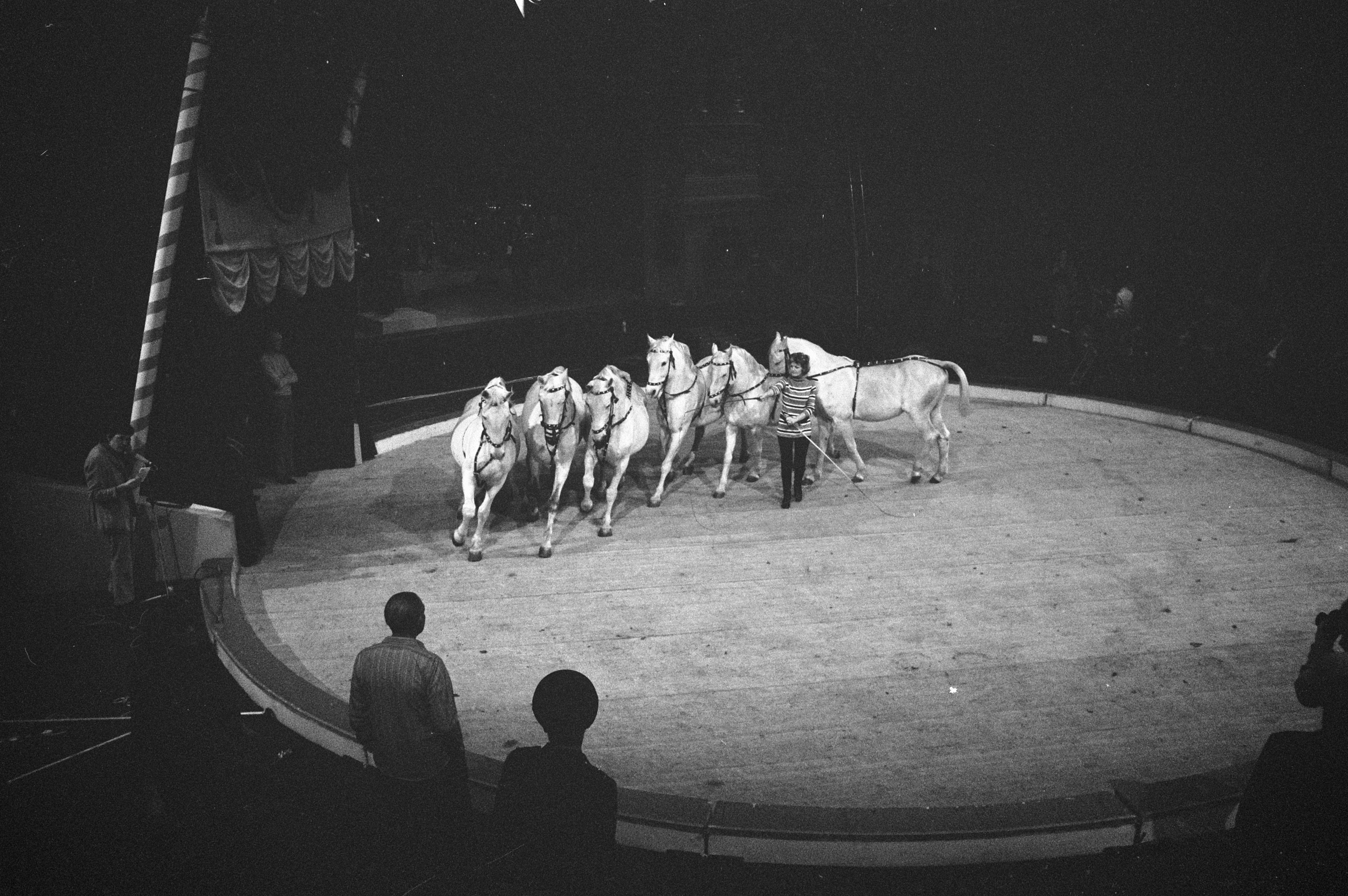
Piste met circuspaarden

De circuspiste is het centraal gelegen ronde middendeel van een circustent, van waaruit de voorstellingen gegeven worden. De piste wordt omgeven door een ongeveer 50-60 centimeter hoge en brede rand om een afscheiding te vormen tussen publiek en de optredende dieren en artiesten. Er is slechts aan één zijde een uitgang, meestal afgesloten door zware gordijnen, enigszins vergelijkbaar met de coulissen in een theater, en daarboven is de orkestbak. Het publiek zit er in een driekwart-cirkel trapsgewijs omheen.
De circuspiste wordt voor het optreden van dieren, zoals paarden, olifanten en dergelijke, van een dikke laag zand of zaagsel voorzien. Voor tijgers en leeuwen wordt er een kooi in geplaatst met één uitgang via een tunnel naar de dierenverblijven.